# Saltfleet
Saltfleet – wieś w Anglii, w hrabstwie Lincolnshire, w dystrykcie East Lindsey. Leży 53 km na północny wschód od Lincoln i 214 km na północ od Londynu.